# Rey (Star Wars)
Rey là một nhân vật hư cấu xuất hiện trong Star Wars, thể hiện bởi diễn viên nữ người Anh Daisy Ridley. Xuất hiện lần đầu tiên trong Star Wars: The Force Awakens (2015), Rey bị bỏ rơi trên hành tinh Jakku khi còn nhỏ, sau này, cô đã tham gia vào cuộc chiến giữa tổ chức Thứ Nhất và phe Kháng chiến khi cuộc sống của cô bị gián đoạn bởi BB-8, người máy của phi công Poe Dameron, và Finn, một Stormtrooper chạy trốn khỏi Tổ chức.

## Phát triển

### Sáng tạo và tuyển diễn viên
Biên kịch Michael Arndt nói rằng đề nghị của Chủ tịch Lucasfilm Kathleen Kennedy là viết tiếp bộ ba phần sau của Star Wars vào giữa năm 2012, nhưng anh bắt đầu thấy hứng thú khi được giải thích rằng phần phim sau sẽ xoay quanh một nữ Jedi và anh tới gặp Lucas. Nhân vật sẽ là một cô gái trẻ tên là Kira trong giai đoạn đầu làm phim, và Arndt miêu tả cô như là một người "cô đơn, nông nóng, máy móc, tuyệt vời". Arndt nói rằng anh rất chật vật để đưa nhân vật ra khỏi cái bóng của Luke Skywalker.. Ridley nhớ lại rằng đạo diễn kiêm biên kịch J. J. Abrams ban đầu dự định đặt tên nhân vật là "Keera", tuy nhiên, trong thời gian quay phim tại Abu Dhabi, Abrams đã tiết lộ với Ridley rằng anh đang nghĩ đến việc dùng "Rey".
Trong khi tạo ra nhân vật nữ chính cho phần phim sau, đạo diễn J. J. Abrams rất háo hức khi để một nhân vật nữ làm nhân vật dẫn dắt câu chuyện. Nói rằng "Chúng tôi luôn muốn lấy Rey làm nhân vật chính trong phim" và sự xuất hiện của các nhân vật nữ khác cũng rất quan trọng. Kennedy nói rằng Rey chính là thế hệ mới của Luke. Nền tảng của Rey, một người nhặt rác, là một phần của các nhà phát triển để cố gắng miêu tả cô như là "một người ngoài cuộc và người có tính sử thi", do niềm tin của họ rằng một người có bản chất sẽ trải qua một cuộc hành trình dài dẳng so với các loại người khác. Vị đạo diễn muốn Rey là một phụ nữ mà khán giả phải nhìn lên và ngưỡng mộ.
Daisy Ridley trước khi được tuyển làm nhân vật thì vẫn chưa được biết đến nhiều bởi khán giả. Cô nói rằng mình được thử vai rất nhiều lần để có được vai diễn Rey trong 7 tháng, và đã giữ bí mật trong 3 tháng. Cô được công bố là một phần của dàn diễn viên vào cuối tháng 4 năm 2014. Cô mới chỉ tham gia vào các vai diễn nhỏ trên truyền hình và hầu như chưa có kinh nghiệm về các bộ phim lớn. Sự thiếu kinh nghiệm và thiếu tiếp xúc nhiều là một phần ảnh hưởng lớn trong việc J.J chọn cô cho vai diễn vì trước đây dàn diễn viên của phần gốc cũng gồm những bộ mặt không tên tuổi nhưng ẩn chứa đầy tiềm năng. J.J nói rằng Ridley "rất hài hước và là điểm sáng với những cảnh quay đầy cảm xúc", tuyên bố rằng "cô đã làm được ngay vào lần thử đầu tiên." Abrams tiếp tục khen ngợi Ridley, nói rằng "Cô ấy đã được sinh ra với món quà này để ở trong một khoảnh khắc và làm cho nó trở thành của riêng cô ấy." Kennedy tuyên bố "Daisy có một cơ thể khỏe mạnh và sự tự tin của cô ấy rất quan trọng đối với nhân vật mà chúng tôi đang tìm kiếm. Cô ấy thể hiện sự lạc quan đó là bất cứ điều gì cũng có thể xảy ra." Giám đốc Dusan Lazarevic, người đã có mặt tại các lần thử của Ridley cho một vai trong bộ phim truyền hình Anh Silent Witness, ngoài việc khen ngợi phạm vi diễn xuất của cô, nói rằng: "Cô ấy cho thấy sự kết hợp của tính dễ tổn thương và sức mạnh khiến cô ấy thật phức tạp, và có một trí thông minh trong mắt cô ấy là dấu hiệu cho thấy cô có thể đóng các vai khá phức tạp" Cailey Fleming đã được bổ sung để thể hiện Rey lúc trẻ.
Ridley nói về nhân vật của cô "sẽ tác động đến sức mạnh của con gái", thêm vào rằng "Cô không phải nhân vật thể hiện một người phụ nữ. Nó còn vượt  giới. Cô ấy nói chuyện cả với đàn ông và phụ nữ." Trong một cuộc phỏng vấn với Elle, Ridley tiếp tục nói về Rey "Cô ấy rất mạnh. Cô ấy tuyệt vời, thông minh và có thể chăm lo cho chính mình," thêm vào "Những cô gái trẻ có thể học tập cô ấy và có thể mặc quần nếu họ muốn. Họ không cần phải khoe cơ thể của họ."
Nhạc sĩ John Williams thích Ridley ngay trong phim, và ông thấy rằng soạn nhạc cho Rey rất thử thách đến thú vị. Ông nói rằng nhạc nền của Rey nói về một cô gái trưởng thành, phiêu lưu cùng với Thần lực ở bên.

### Nhân vật
Rey được giới thiệu là một phụ nữ 19 tuổi trong bộ phim. Rey là người cứng đầu, bướng bỉnh, can đảm và cực kỳ chân thành với bạn bè. Rey mạnh với Thần lực, tuy không được huấn luyện nhưng cô có thể đánh bại Kylo Ren trong chiến đấu cộng với vết thương của Ren. Rey xuất hiện trong Star Wars: The Force Awakens, với bộ quần áo dài do phụ trách trang phục Michael Kaplan thiết kế. J.J muốn anh thiết kế một bộ đồ thật bí ẩn để khán giả không biết cô là ai. Kaplan muốn bộ trang phục thật lộng lẫy, và thực dụng trên sa mạc.
Adam Howard của đài MSNBC bình luận rằng "một trong các bất ngờ bộ phim đó là sự mạnh mẽ của nhân vật nữ chính", và thêm vào rằng cô được coi bởi một số là biểu tượng mới của phụ nữ. Emily Rome của HitFix nói rằng Rey là "tất cả những gì chúng ta muốn ở nhân vật nữ trong 'Star Wars'," khen ngợi cô là một nhân vật "tự lập, điêu luyện, hay ẩu đả, cứng rắn và không cần giúp đỡ". Tasha Robinson của The Verge chỉ ra rằng Rey luôn "rơi vào tình huống mỹ nhân gặp nạn, rồi có thể tự cứu mình ra."

## Xuất hiện

### Phim

#### Thần lực thức tỉnh(2015)
Rey sống trên hành tinh Jakku một mình, phải đi nhặt phế liệu để đổi lấy thức ăn và sống sót với hy vọng gia đình mình một ngày nào đó sẽ quay lại. Cô gặp gỡ droid BB-8 và stormtrooper đang chạy trốn Finn. Bị tấn công bởi Tổ chức Thứ Nhất, cô lấy trộm con tàu Millennium Falcon cùng Finn và BB-8 trốn khỏi Jakku. Han Solo và Chewbacca bắt được con tàu. Cô cùng với Han chạy trốn trên con tàu sau một cuộc ẩu đả với 2 băng nhóm buôn lậu. Han nói với cô rằng Jedi là thật. Ông đưa cho cô một khẩu súng, và rằng cô còn nhiều thứ cần phải học. Ông ấn tượng về tài phi công của cô, và đề nghị cô lên con tàu Falcon để làm việc. Nhưng Rey thấy rằng mình có trách nhiệm quay về Jakku nên chối từ lời đề nghị.
Sau khi đến lâu đài của Maz Kanata để chuyển BB-8 về cho quân Kháng chiến, Tổ chức Thứ Nhất biết về sự hiện diện của họ. Rey thất vọng vì Finn không thể tiếp tục cuộc hành trình với mình. Cô tìm ra thanh kiếm ánh sáng của Luke Skywalker dưới tầng hầm và chạm vào nó. Sau khi chạm vào nó, cô nhìn thấy một ảo ảnh đáng sợ. Maz nói với cô rằng gia đình cô sẽ không bao giờ quay lại Jakku và cô phải tiếp tục nhìn vào tương lai tìm sức mạnh trong Thần lực. Thấy việc đó qua nặng nề, cô không nhận thanh gươm ánh sáng và chạy vào rừng.
Tổ chức tấn công lâu đài của Maz và bắt được Rey ngay sau khi quân Kháng chiến tới. Kylo Ren đưa cô tới Căn cứ Starkiller và tra khảo cô về chỗ của con người máy BB-8 có chưa mảnh bản đồ để đưa hắn đến chỗ Luke Skywalker, Jedi cuối cùng. Rey kháng cự và đọc tâm trí Ren và biết được hắn sợ rằng mình sẽ không mạnh bằng Darth Vader. Cô trốn khỏi căn phòng sau khi hắn đi khỏi và gặp Han, Finn và Chewbacca. Họ cùng thấy cảnh Ren giết chết cha mình, Han Solo.
Chạy trốn vào khu rừng, Ren tiếp cận họ và nói rằng Han sẽ không ở đó để cứu họ. Finn đấu kiếm với Ren và bị thương. Rey sử dụng Thần lực và đánh bại Ren. Sau khi trốn khỏi căn cứ bị hủy diệt, họ trở về căn cứ Kháng chiến và hoàn thành bản đồ tới chỗ Luke. Rey quyết định đi với Chewbacca và R2-D2 cùng đến nơi chốn của Luke, hành tinh Ahch-To. Gặp Luke, cô đưa thanh kiếm đã mất cho ông.

#### Jedi cuối cùng(2017)
Rey là một trong những nhân vật trung tâm của The Last Jedi. Bắt đầu ngay ở chỗ The Force Awakens bỏ ngỏ, Rey đưa cho Luke thanh gươm ánh sáng của ông, nhưng Luke vứt nó một cách thụ động và bỏ qua Rey. Rey nói với ông rằng cô thay mặt Leia và quân Kháng chiến đến đây để đưa Luke về nhà và kết thúc cuộc chiến chống lại Tổ chức Thứ nhất. Luke từ chối, và hỏi Rey tại sao cô lại đến Ahch-To. Cô ấy tin tưởng vào Luke sẽ truyền những kinh nghiệm của ông về Thần lực, và nói rằng cô ấy sợ khả năng và tiềm năng của chính mình. Luke cuối cùng cũng đồng ý dạy cho Rey 3 bài học về cách của Thần lực. Qua những bài học này, Rey thể hiện sức mạnh to lớn và sự cám dỗ rõ ràng về phía bóng tối của mình mà làm Luke nhớ về Kylo Ren, người từng là cháu trai và học sinh của ông, Ben Solo. Trong suốt thời gian ở đó, Rey có mối liên hệ qua Thần lực vơi Kylo, hắn nói với cô rằng Luke đã cố gắng giết hắn trong khi anh đang ngủ. (Luke sau đó nói với cô rằng ông đã bị cám dỗ để giết Ben sau khi nhìn thấy một ảo ảnh về nỗi đau khổ mà Ben sẽ gây ra, nhưng lại ân hận về điều đó.) Trong một cuộc nói chuyện của họ, Rey và Ren chạm tay, và thông qua đây, Rey thấy được sự xung đột trong Kylo, và trở nên quyết tâm để kéo anh ta trở lại mặt ánh sáng. Rey yêu cầu Luke một lần nữa để đi cùng cô và tham gia Kháng chiến, nhưng khi ông lại từ chối, Rey, Chewbacca, và R2-D2 rời khỏi hành tinh mà không cần ông.
Ren bắt Rey và đưa cô đến trước Snoke. Snoke nói với cô rằng ông ta đã tạo ra mối liên hệ Thần lực giữa cô và Ren như một cái bẫy để đưa hắn đến Luke. Tra tấn và chế giễu Rey, cho cô thấy cuộc tấn công bên ngoài, và cuối cùng lệnh cho Ren giết cô ta. Ren thay vào đó giết Snoke, Kylo và Rey chiến đấu chống lại hộ vệ của Snoke bên cạnh nhau. Cuộc đấu kết thúc, Ren muốn Rey tham gia cùng hắn và tạo ra một trật tự mới tách biệt với các di sản của Snoke và Luke, nhưng Rey từ chối. Trong một nỗ lực để làm cho cô ấy quay lại, Ren tiết lộ rằng cha mẹ của Rey là những người buôn phế liệu đã bán cô đi để kiếm tiền, và đã chết trên Jakku dưới một nấm mồ không tên tuổi. Mặc dù vậy, Rey từ chối tham gia cùng hắn và sử dụng Thần lực để cố lấy thanh gươm ánh sáng của Luke, nhưng Ren cũng làm như vậy, làm thanh gươm gãy đôi. Không lâu sau đó, Phó Đô đốc Holdo đâm tàu tuần dương của cô vào tàu của Snoke, tách Rey khỏi Ren.
Rey sau đó quay trở lại tàu Falcon, vận hành khẩu súng trong khi Chewbacca điều khiển tàu, giúp đỡ quân Kháng chiến chống lại chiến đấu cơ của Tổ chức Thứ Nhất. Mặc dù với nỗ lực đó, nhưng quân Kháng chiến bị áp đảo hoàn toàn, và Rey tập trung nỗ lực vào việc tìm kiếm những chiến binh Kháng chiến còn sống để giúp họ sơ tán. Cuối cùng, cô tìm thấy họ, và sử dụng Thần lực để di chuyển đá sang một bên, dọn đường cho họ lên tàu Falcon. Rey đoàn tụ với Finn và Leia, và gặp Poe Dameron lần đầu tiên trên chiếc Falcon. Rey cảm thấy cái chết của Luke qua Thần lực, và trấn an Leia rằng ông ấy đã hi sinh một cách "thanh thản và có mục đích". Rey hỏi Leia làm thế nào để họ có thể gây dựng lại cuộc Kháng chiến từ những gì còn sót lại, và Leia, hướng về phía Rey, nói rằng họ đã có tất cả những gì họ cần. Leia không biết rằng, Rey đã ăn cắp những cuốn sách Jedi cổ từ Luke trước khi ông quyết định đốt chúng, cho phép cô có thể tự học hỏi.

#### Các phương tiện khác
Rey xuất hiện trong cuốn tiểu thuyết Star Wars: Before the Awakening (2015) tập trung vào cuộc sống của Poe, Finn và Rey trước sự kiện trong bộ phim Thần lực thức tỉnh. Rey's Survival Guide (2015) của Jason Fry nói về cô và hành tinh Jakku qua ngôi thứ nhất.
Rey còn xuất hiện trong trò chơi Disney Infinity 3.0 và Lego Star Wars: The Force Awakens lồng tiếng bởi Ridley. Ngoài ra, cô còn xuất hiện trong game Star Wars: Force Arena.
Trước khi bộ phim Thần lực thức tỉnh phát hành, fan thấy rằng dòng đồ chơi của Rey không được bán. Sau khi nhận được lời đánh giá phê bình, hãng đồ chơi Hasbro nói rằng họ không muốn phát hành đồ chơi mô hình của cô để tránh tiết lộ nội dung câu chuyện trong phim.  Người dẫn chương trình của đài CBBC Chris Johnson nói rằng: "Tôi thấy rất kì lạ là đến giờ có người còn nghĩ rằng con gái không thích đồ chơi "Siêu anh hùng" còn con trai không thích đồ chơi con gái."

### Truyền hình

#### Forces of Destiny(2017)
Rey xuất hiện trong sê-ri ngắn tập Star Wars Forces of Destiny, lồng tiếng bởi Daisy Ridley.

## Đánh giá

### Nhận xét chung
Nhân vật Rey và màn trình diễn của Ridley đã nhận được nhiều lời khen ngợi. Joe Morgenstern của The Wall Street Journal miêu tả Rey là "một người phụ nữ với sự tàn bạo của một ngôi sao kung-fu." Richard Roeper nói rằng diễn xuất của Ridley trong vai Rey là "một màn diễn đột phá", tiếp tục miêu tả nhân vật "mạnh mẽ và tháo vát và thông minh và dũng cảm." Nicole Sperling của Entertainment Weekly viết trong một bức thư rằng các con gái ông cảm thấy được truyền sức mạnh sau khi được thấy Rey thể hiện, nói rằng, "Chúng không nói về vẻ đẹp của Rey. Bọn trẻ không phải rùng mình trước việc Rey bị biến thành đối tượng tình dục trước nam quyền. Chúng chỉ thấy mạnh mẽ. Bình đẳng."
Một số người hâm mộ cảm thấy rằng Rey quá thành thạo các kĩ thuật bay, đấu kiếm trong Thần lực thức tỉnh mà lẽ ra cô phải thiếu kinh nghiệm. Robinson thừa nhận "hãy đối mặt với nó, Rey là một nhân vật kiểu Mary Sue." Nhưng, ông tiếp tục "Cô ấy là nhân vật tưởng tượng với tài năng thiên bẩm, thời gian phản ứng cực nhanh, và cuối cùng là câu trả lời thông minh cho hầu hết câu hỏi - kể cả các anh hùng khác trong Chiến tranh giữa các vì sao cũng vậy." Một số người tranh cãi rằng từ Mary Sue là thiên vị giới tính, và việc xếp Rey vào thể loại Mary Sue cho cô vào một tiêu chuẩn kép, trong khi đó, các nhân vật nam trong 2 bộ ba phần trước lại không bị chỉ trích.
Kiểu tóc đặc biệt của Rey đã được chú ý đến,  và được so sánh với kiểu tóc Doghnut của Leia trong phần IV.
Ridley được đề cử giải Nữ diễn viên xuất sắc nhất của Giải Sao Thổ lần thứ 42 vào năm 2016 bởi sự thể hiện nhân vật của cô.
Nhân vật Rey cũng được nhận giải Nhân vật nữ của Công nghệ.

### Cha mẹ
Câu hỏi cha mẹ của Rey là ai đã là một chủ đề được cộng đồng người hâm mộ bàn tán rất nhiều. Một trong những suy đoán là cô chính là con của Han Solo hoặc Luke Skywalker, hoặc là cháu gái của Obi-Wan Kenobi. Quan điểm cho thấy cô là con gái của Luke đặc biệt nổi bật, với những người hâm mộ và những nhà phê bình thấy sự giống nhau trong câu chuyện của mỗi nhân vật, hơn nữa, Star Wars là bộ sử thi về dòng máu Skywalker.Ngoài ra, Rey có gắn bó chặt chẽ với gươm ánh sáng của Luke và đặc biệt mạnh mẽ với Thần lực mà không cần huấn luyện. Một vài suy đoán của người hâm mộ về nguồn gốc của Rey là nhờ vào nhạc nền "Rey's Theme" trong nhạc phim của The Force Awakens của John Williams, vì nhạc của nó có những điểm tương đồng với nhạc nền của Darth Vader và Luke.
Abrams nói rằng anh đã cố tình giấu tên và nguồn gốc của Rey trong The Force Awakens. Nói rằng anh cảm thấy rằng nguồn gốc của Kylo Ren là điều duy nhất có thể được tiết lộ trong phim của anh và anh biết "khá nhiều" về nguồn gốc của Rey nhưng sẽ để lại cho đạo diễn Star Wars: Jedi cuối cùng Rian Johnson tiếp tục câu chuyện và không nói thêm nữa. Trước đây, Star Wars: Episode IX, đạo diễn Colin Trevorrow đã nói rằng câu trả lời về nguồn gốc của Rey sẽ "thỏa mãn và sâu sắc" và rằng Rey là "rất quan trọng trong vũ trụ này, không chỉ trong The Force Awakens, mà còn trong toàn bộ thiên hà. Cô ấy xứng đáng với nó." Ridley nói rằng cô ấy biết cha mẹ của Rey là ai.
Trong The Last Jedi, Kylo Ren nói với Rey rằng cha mẹ cô không là ai, họ bán Rey đi để có tiền uổng rượu và rằng cô đã luôn luôn biết điều này sâu thẳm trong tim mình. Todd VanDerWerff của Vox đã so sánh cảnh này với Luke khi ông tìm ra rằng Darth Vader là cha của anh, đó là cơn ác mộng lớn nhất của Luke. Đối với VanDerWerff, "cơn ác mộng lớn nhất của Rey là không ai cả." Ông nói thêm rằng Kylo Ren "có lý do để nói dối" trong trường hợp này bởi vì "hắn ta đang cố gắng để Rey để cho quá khứ - Jedi, Sith, Rebellion, Empire, First Order, vv, vv... chết đi", nhưng "lạ lùng thay, đó là một bình luận rất meta về một thương hiệu điện ảnh đang tìm kiếm một tương lai mới, trong khi vẫn còn nợ quá khứ mà nó liên tục tái chế lại." Anh nói rằng "thật tuyệt vời" rằng "Rey là con của một người không có ý nghĩa đặc biệt đối với câu chuyện cho đến nay." Josh Spiegel của The Hollywood Reporter nói rằng mặc dù một số người hâm mộ có thể thất vọng vì tiết lộ rằng cha mẹ của Rey là không ai cả", nó hoàn toàn phù hợp với thông điệp mà Rian Johnson gửi gắm đến tận cùng cảnh cuối cùng" đó là "biết rằng Rey có cả tài năng đặc biệt với Thần lực, cũng không phải là một Skywalker hay một người theo dòng máu đó" nhấn mạnh rằng "tinh thần của Jedi kéo dài vượt ra ngoài những người như Luke, có thể cho bất cứ ai một món quà dặc biệt và sức mạnh để tin tưởng."
Ngược lại, mặc dù Casey Cipriani của Bustle thừa nhận rằng Kylo Ren có thể đúng về cha mẹ của Rey, cô phát biểu rằng hăn ta "không đáng tin cậy" và "chúng ta phải lấy những gì Kylo nói là không đáng tin và phải tìm những chi tiết khác [trong câu chuyện] mà gợi ý về dòng dõi của Rey."